# ФК Бреша
ФК Бреша (итал. Brescia Calcio) је италијански фудбалски клуб из Бреше. Клуб је основан 1911. године и тренутно се такмичи у Серији А.
Клуб се пласирао у Серију А након што је у Серији Б завршио на првом месту у сезони 2018/19.
Боје клуба су плава и бела. Своје домаће утакмице игра на стадиону Марио Ригамонти, који има капацитет за 16.308 гледалаца.

## Успеси

### Национални
- Куп Италије

Полуфинале (1): 2001/02.
- Серија Б:

Првак (4): 1964/65, 1991/92, 1996/97, 2018/19.
Промовисан у виши ранг преко 2. места: 4 (1932/33, 1942/43, 1968/69, 1985/86).
Промовисан у виши ранг преко 3. места: 3 (1979/80, 1993/94, 1999/00).
Промовисан преко плеј-офа: 1 (2009/10).
- Серија Ц1: 1984/85.
- Серија Ц: 1938/39.
- Англо-италијански куп: 1993/94.

### Међународни
- Интертото куп

Финале (1): 2001.

## Сезоне
| - 1913/14 – 5. у квалификационој групи Е северне лиге - 1914/15 – 3. у квалификационој групи Е северне лиге - 1915/19 – лига није играна због Првог светског рата - 1919/20 – 5. у полуфиналној групи Б 1. дивизије - 1920/21 – 3. у квалификационој групи Е северне лиге 1. дивизије - 1921/22 – 11. у групи Б северне лиге 1. дивизије - 1922/23 – 7. у групи Ц северне лиге 1. дивизије - 1923/24 – 10. у групи А 1. дивизије - 1924/25 – 10. у групи А 1. дивизије - 1925/26 – 8. у групи А 1. дивизије - 1926/27 – 7. у групи А 1. дивизије - 1927/28 – 5. у групи А 1. дивизије - 1928/29 – 2. у групи Б 1. дивизије - 1929/30 – 9. у Серији А - 1930/31 – 9. у Серији - 1931/32 – 17. у Серији А, испао у Серију Б - 1932/33 – 2. у Серији Б, промовисан у Серију Б - 1933/34 – 12. у Серији А - 1934/35 – 10. у Серији А - 1935/36 – 16. у Серији А, испао у Серију Б - 1936/37 – 7. у Серији Б - 1937/38 – 14. у Серији Б, испао у Серију Ц - 1938/39 – 1. у групи А финалне фазе Серије Ц, промовисан у Серију Б - 1939/40 – 5. у Серији Б - 1940/41 – 3. у Серији Б - 1941/42 – 5. у Серији Б - 1942/43 – 2. у Серији Б, промовисан у Серију А - 1943/45 – лига суспендована због Другог светског рата - 1945/46 – 4. у Серији А - 1946/47 – 18. у Серији А, испао у групу Б Серије Б - 1947/48 – 2. у групи А Серије Б - 1948/49 – 5. у Серији Б - 1949/50 – 6. у Серији Б - 1950/51 – 9. у Серији Б - 1951/52 – 2. у Серији Б - 1952/53 – 4. у Серији Б - 1953/54 – 9. у Серији Б - 1954/55 – 5. у Серији Б - 1955/56 – 7. у Серији Б - 1956/57 – 3. у Серији Б - 1957/58 – 8. у Серији Б - 1958/59 – 13. у Серији Б - 1959/60 – 7. у Серији Б - 1960/61 – 15. у Серији Б - 1961/62 – 8. у Серији Б - 1962/63 – 4. у Серији Б - 1963/64 – 7. у Серији Б |  | - 1964/65 – Првак Серије Б, промовисан у Серију А - 1965/66 – 9. у Серији А - 1966/67 – 13. у Серији А - 1967/68 – 14. у Серији А, испао у Серију Б - 1968/69 – 2. у Серији Б, промовисан у Серију А - 1969/70 – 14. у Серији А, испао у Серију Б - 1970/71 – 5. у Серији Б - 1971/72 – 12. у Серији Б - 1972/73 – 17. у Серији Б - 1973/74 – 12. у Серији Б - 1974/75 – 9. у Серији Б - 1975/76 – 5. у Серији Б - 1976/77 – 16. у Серији Б - 1977/78 – 14. у Серији Б - 1978/79 – 8. у Серији Б - 1979/80 – 3. у Серији Б, промовисан у Серију А - 1980/81 – 14. у Серији А, испао у Серију Б - 1981/82 – 18. у Серији Б, испао у Серију Ц/1А - 1982/83 – 11. у Серији Ц/1А - 1983/84 – 5. у Серији Ц/1А - 1984/85 – 1. у Серији Ц/1А, промовисан у Серију Б - 1985/86 – 2. у Серији Б, промовисан у Серију А - 1986/87 – 14. у Серији А, испао у Серију Б - 1987/88 – 8. у Серији Б - 1988/89 – 16. у Серији Б - 1989/90 – 10. у Серији Б - 1990/91 – 9. у Серији Б - 1991/92 – Првак Серије Б, промовисан у Серију А - 1992/93 – 16. у Серији А, испао у Серију Б - 1993/94 – 3. у Серији Б, промовисан у Серију Б - 1994/95 – 18. у Серији А, испао у Серију Б - 1995/96 – 16. у Серији Б - 1996/97 – Првак Серије Б, промовисан у Серију А - 1997/98 – 15. у Серији А, испао у Серију Б - 1998/99 – 7. у Серији Б - 1999/00 – 3. у Серији Б, промовисан у Серију А - 2000/01 – 8. у Серији А - 2001/02 – 14. у Серији А, финалиста Интертото купа 2001. - 2002/03 – 10. у Серији А - 2003/04 – 11. у Серији А - 2004/05 – 19. у Серији А, испао у Серију Б - 2005/06 – 10. у Серији Б - 2006/07 – 6. у Серији Б - 2007/08 – 5. у Серији Б - 2008/09 – 4. у Серији Б, изгубио финале плеј-офа од Ливорна - 2009/10 - 3. у Серији Б, победио у финалу плеј-офа Торино, промовисан у Серију А - 2010/11 - Серија А |  |  |

## Повучени бројеви
10 –  Роберто Бађо, нападач, 2000–04
13 –  Виторио Меро, одбрамбени, 1998–01, 2002 - погинуо у саобраћајној несрећи

Познати фудбалери: Роберто Бађо, Виторио Меро и Дарио Хубнер.

## Стадион
Своје домаће утакмице игра на стадиону Марио Ригамонти, који има капацитет за 16.308 гледалаца. Првобитан стадион је изграђен 1928. године, педесетих је одлучено да се изгради нови модеран стадион. Априла 1956. је почела изградња новог стадиона, који је свечано отворен 1959. године. Капацитет стадиона је био 27.592 места, али је због безбедностних разлога смањен на 16.308.

## Националне лиге
Број сезона одиграних у прва три ранга италијанског лигашког фудбала:
| Лига | Учешћа | Дебитовао | Последња сезона |
| ---- | ------ | --------- | --------------- |
| A    | 32     | 1919/20   | 2010/11         |
| B    | 53     | 1932/33   | 2009/10         |
| C    | 4      | 1938/39   | 1984/85         |